# Fata Morgana (mondharmonicakwartet)
Fata Morgana is een mondharmonicakwartet. Het kwartet werd in 1980 opgericht in Eindhoven door vier leden van de Eindhovense Mondharmonica Club (EMC).
De stichtende leden zijn:
- Rob Janssen (chromatisch melodie-mondharmonica)
- Ronald Kamminga (bas-mondharmonica)
- Erik Kamminga (chromatisch melodie-mondharmonica)
- Elly van der Walle (akkoord-begeleidingsmondharmonica)

## Optredens en prijzen
In de eerste jaren werden enkel uitvoeringen gegeven tijdens optredens van het EMC-orkest. In 1982 begon Fata Morgana ook zelfstandig uitvoeringen te verzorgen. Het kwartet speelt diverse muziekstijlen, van klassiek tot blues, swing en pop. De arrangementen voor het kwartet worden geschreven door Ronald Kamminga en Rob Janssen.
In de eerste 15 jaar van het kwartet werd 5 maal deelgenomen aan competities bij internationale mondharmonicafestivals. Hierbij werden in de groepencategorie de volgende resultaten behaald:
- 1987: World Harmonica Championships (Jersey): 1e prijs
- 1988: Harmonica Happening Helmond Holland (Nederland): 1e prijs
- 1989: World Harmonica Championships (Duitsland): 1e prijs
- 1991: SPAH - IHO - Hohner Festival (USA): 2e prijs
- 1993: World Harmonica Championships (Duitsland): 2e prijs

Inmiddels heeft Fata Morgana meer dan 400 uitvoeringen verzorgd in Nederland, België, Luxemburg, Frankrijk, Engeland, Jersey, Duitsland, Zwitserland, Oostenrijk, Italië, Kroatië, Hongarije, Estland, Polen, Taiwan, (Zuid) Korea en de Verenigde Staten.

### Bezetting
Huidige bezettingRob Janssen (melodie), Paul Cornelissen (melodie), Ronald Kamminga (bas) en Antal van Acquoij (akkoord-begeleiding)
Voormalige ledenErik Kamminga (melodie), Elly van der Walle (akkoord-begeleiding), Arnoud Jansveld (akkoord-begeleiding), Dirk Neerhoff (melodie) en Lex de Rijck (akkoord-begeleiding)

### Discografie
Fata Morgana heeft de volgende geluidsdragers uitgebracht:
- 1985 MC "Fata Morgana"
- 1989 MC "Four Brothers"
- 1996 CD "Way To Your Heart"
- 2000 CD "For Once In My Life"
- 2006 CD "Struttin' With Some Harmonica"
- 2017 CD "4 Firends"